# Oettingen-Oettingen

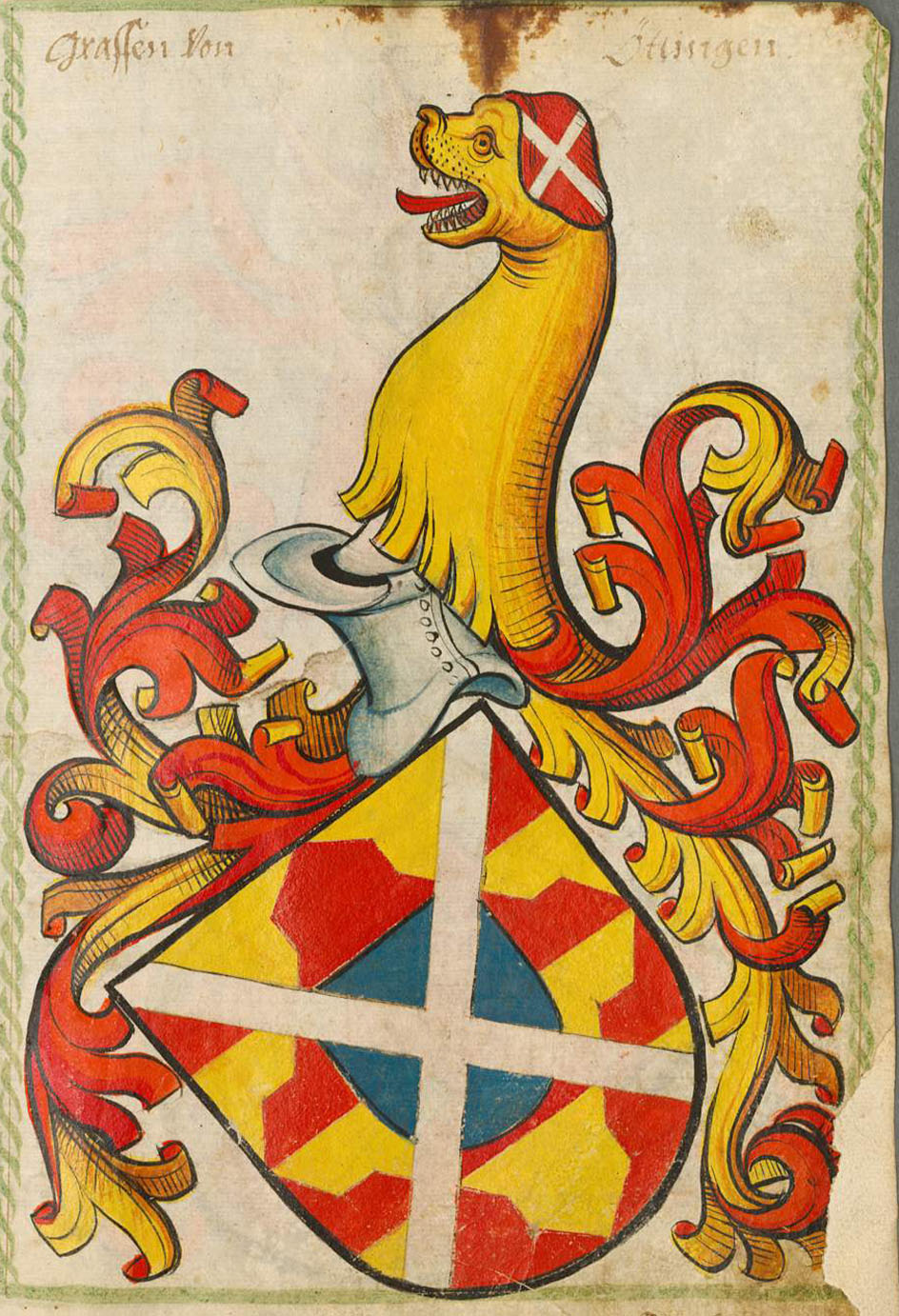
Stemma di Oettingen-Oettingen

Oettingen-Oettingen era una contea nell'attuale Baden-Württemberg a ovest della Baviera, in Germania. 
Fu possesso dell'omonima famiglia di conti svevi (1147) le cui origini risalgono al 987 nel Riesgau.
Oettingen-Oettingen venne creata dalla partizione di Oettingen nel 1423. La nuova linea sovrana ha inizio con Gottfried che nel 1573 riceve dal padre Guglielmo II questa parte di contea. La linea assunse il rango principesco nel 1674 con Alberto Ernesto I e si estingue con Alberto Ernesto II nel 1731, quando l'entità territoriale venne ereditata in gran parte dal ramo degli Oettingen-Wallerstein ed il resto dagli Oettingen-Spielberg.

## Conti di Oettingen-Oettingen
- 1423-1467 Guglielmo I, I conte di Oettingen-Oettingen
- 1467-1522 Wolfgang I, II conte diOettingen-Oettingen
- 1467-1515 Giovanni II (Signore di Condé), III conte di Oettingen-Oettingen
- 1522-1549 Carlo Wolfgang di Harburg, IV conte di Oettingen-Oettingen
- 1522-1557 Ludovico XV, V conte di Oettingen-Oettingen

Diviso tra Oettingen-Oettingen e Oettingen-Wallerstein
- 1557-1569 Ludovico XVI, VI conte di Oettingen-Oettingen
- 1569-1622 Goffredo, VII conte di Oettingen-Oettingen
- 1622-1634 Ludovico Eberardo, VIII conte di Oettingen-Oettingen
- 1634-1658 Gioacchino Ernesto, IX conte di Oettingen-Oettingen
- 1658-1660 Kraft Ludovico, X conte di Oettingen-Oettingen
- 1660-1674 Alberto Ernesto I, XI conte di Oettingen-Oettingen

## Principi di Oettingen-Oettingen
- 1674-1683 Alberto Ernesto I, I principe di Oettingen-Oettingen
- 1683-1731 Alberto Ernesto II, II principe di Oettingen-Oettingen